# Shaka Zulu
Az 1987-es Shaka Zulu a Ladysmith Black Mambazo nagylemeze. Ez volt az együttes első jelentős nemzetközi sikere. 1988-ban Grammy-díjat nyert a legjobb tradicionális folkalbum kategóriában. Szerepel az 1001 lemez, amit hallanod kell, mielőtt meghalsz című könyvben.

## Az album dalai
|     | Cím                       | Szerző(k)        | Hossz |
| --- | ------------------------- | ---------------- | ----- |
| 1.  | Unomathemba               | Joseph Shabalala | 3:47  |
| 2.  | Hello My Baby             | Shabalala        | 3:09  |
| 3.  | eGolgotha                 | Shabalala        | 3:57  |
| 4.  | King of Kings             | Shabalala        | 4:07  |
| 5.  | Lomhlaba Kawunoni         | Shabalala        | 2:55  |
| 6.  | How Long?                 | Shabalala        | 3:05  |
| 7.  | Ikhaya Lamaqhawe          | Shabalala        | 3:13  |
| 8.  | Yibo Labo                 | Shabalala        | 3:49  |
| 9.  | Rain, Rain Beautiful Rain | Shabalala        | 2:18  |
| 10. | Wawusho Kubani?           | Shabalala        | 5:31  |

## Közreműködők
- Ladysmith Black Mambazo – ének
- Paul Simon – producer
- Roy Halee – hangmérnök
- Peter Barrett – design

## Fordítás
Ez a szócikk részben vagy egészben a Shaka Zulu (album) című angol Wikipédia-szócikk ezen változatának fordításán alapul.  Az eredeti cikk szerkesztőit annak laptörténete sorolja fel. Ez a jelzés csupán a megfogalmazás eredetét és a szerzői jogokat jelzi, nem szolgál a cikkben szereplő információk forrásmegjelöléseként.